# شوهي شيراي
شوهي شيراي (باليابانية: 白井 脩平) (19 يوليو 1985 في كاواساكي في اليابان – )؛ هو لاعب كرة قدم ياباني سابق كان يلعب كمدافع.

## وصلات خارجية
- شوهي شيراي على موقع رابطة كرة القدم اليابانية للمحترفين (اليابانية)